# アイゼナハー・モトーレンヴェルク
アイゼナハー・モトーレンヴェルク（Eisenacher Motorenwerk, 略称：EMW）は、旧ドイツ民主共和国（東ドイツ）で自動車製造を行っていた国営企業 (VEB)。所在地はテューリンゲン州アイゼナハで、社名は「アイゼナハ自動車工場」の意。BMWアイゼナハ工場をベースとして1948年から1991年までの間活動した。東ドイツの代表的な乗用車であるヴァルトブルクを製造していた。

## 歴史
BMWは1896年創業のアイゼナハ車両製作所を買収、BMWアイゼナハ工場として1928年に自動車製造に参入していた。第二次世界大戦で1945年にナチス・ドイツが敗れると、BMWアイゼナハ工場はソ連軍の占領統治下に入った。同年末、工場はBMW旧モデルの再生産を開始。1952年にはEMWとなり東ドイツの国営企業として活動を開始し、1953年にVEBアイゼナハとなり、以後40年以上東欧諸国向けに自動車生産を行った。

### 1945年 - 1951年：ソ連統治下
第二次世界大戦後、アメリカ軍がテューリンゲン州をソ連軍に明け渡したのに伴い、BMWアイゼナハ工場は在独ソ連軍政府 (SMAD) が保有することとなり、Sowjetische AG Maschinenbau Awtowelo, Werk BMW Eisenach（アフトヴェロ・ソビエト会社 BMWアイゼナハ工場）となった。工場は6割が破壊されていた。
ソ連が会社を保有したため、敗戦国企業のBMWは自身の商標権を主張できなかった。この時期はBMW自身が自動車生産を禁止されていたため、1945年から1951年のBMW車はそれ以前のBMWと同じアイゼナハ工場での生産ではあるが、生産主体はBMW自身ではない。
1945年末から戦前の旧型BMWモデルの再生産を開始。BMW・321が戦後最初のモデルとなった。さらにフロントとテールがモデルチェンジされBMW 326となった。この326はのちさらに改良されBMW・340-2（後にEMW・340-2）として1955年まで生産された。その後BMW/EMW・327は505台生産された。

### 1951年 - 1953年：アイゼナハー・モトーレンヴェルク (EMW)
1952年、ソ連は東ドイツに会社を譲渡。この時点で、ミュンヘンのBMWは商標、ロゴ、フロントグリルデザインの権利を主張できるようになり、自動車の生産にも復帰した。このため、アイゼナハの工場は社名をアイゼナハー・モトーレンヴェルクに変更した。これは、アイゼナハで作ったBMW車という意味だった。1951年からこの移行が行われたが、ロゴはBMWロゴとほとんど変わらないデザインのまま使われた。EMWはこの時期、F1にも参加している。

### 1953年 - 1991年：VEBアウトモビールヴェルク・アイゼナハ (AWE)
1年後の1953年には再び社名を変更、VEBアウトモビールヴェルク・アイゼナハ (VEB Automobilwerk Eisenach: AWE) となった。同年、3気筒2サイクルエンジンを搭載した旧式のDKWモデル、IFA・F9を製造。この時期には旧型のBMWモデルも1955年までは平行して生産された。
1956年、EMW・340-2は25,000台以上が生産されたのち終了。6気筒4サイクルエンジンの後継モデルがライプツィヒのモーターショーで一部公開されていたが、技術的に複雑すぎたことと追加投資もなされなかったため、生産されることはなかった。これにより340シリーズ自体が終了した。
1955年、F9と同じエンジン同じ技術で製作されたヴァルトブルク（タイプ311、後に312）が市場投入された。次いで1966年からタイプ353が後継となった。技術的には4サイクルエンジンなど多くの改善がされたが実際には新モデルとして販売されることはなかった。唯一1988年からフォルクスワーゲンからライセンス生産された4サイクルエンジンが搭載されただけである。
この会社からは他にオートバイのEMW・R 35が1955年から生産された。当初はリジッドフレームのR35/2だったが、のち簡単に製造できるR35/3となった。

### 東西ドイツ再統一
1990年、ドイツ連邦共和国（西ドイツ）とドイツ民主共和国の併合（ドイツ再統一）に際し、工場はGM傘下のオペル社・アイゼナハ工場として再び生まれ変わった。

## 資料

### ヴァルトブルク生産統計 1955年 - 1991年
生産工場：アイゼナハ工場、ハレ・ボディ工場、ドレスデン・ボディ工場
311
- 1955年：162台
- 1956年：14,223台

311・313-1
- 1957年：23,285台
- 1958年：24,326台
- 1959年：29,020台
- 1960年：28,801台

311
- 1961年：30,232台

312
- 1962年：26,209台
- 1963年：30,003台
- 1964年：31,998台
- 1965年：20,669台

312-1
- 1965年：11,035台
- 1966年：18,570台
- 1967年：4,142台

353
- 1966年：14,005台
- 1967年：30,438台
- 1968年：34,873台
- 1969年：37,447台
- 1970年：40,411台
- 1971年：43,200台
- 1972年：45,676台
- 1973年：48,470台
- 1974年：51,813台
- 1975年：9,997台

353 W
- 1975年：44,043台
- 1976年：55,510台
- 1977年：57,565台
- 1978年：58,732台
- 1979年：56,318台
- 1980年：58,325台
- 1981年：60,133台
- 1982年：61,300台
- 1983年：64,000台
- 1984年：72,000台
- 1985年：74,000台
- 1986年：74,231台
- 1987年：71,520台
- 1988年：59,992台
- 1989年：1,191台

1.3
- 1988年：12,303台
- 1989年：70,204台
- 1990年：63,068台
- 1991年：7,200台

### オートバイ製造台数
製造年：1942年 - 1955年
- BMW R 75（大型サイドカー）：18,440台
- BMW/EMW R35：約83,000台

## 画像

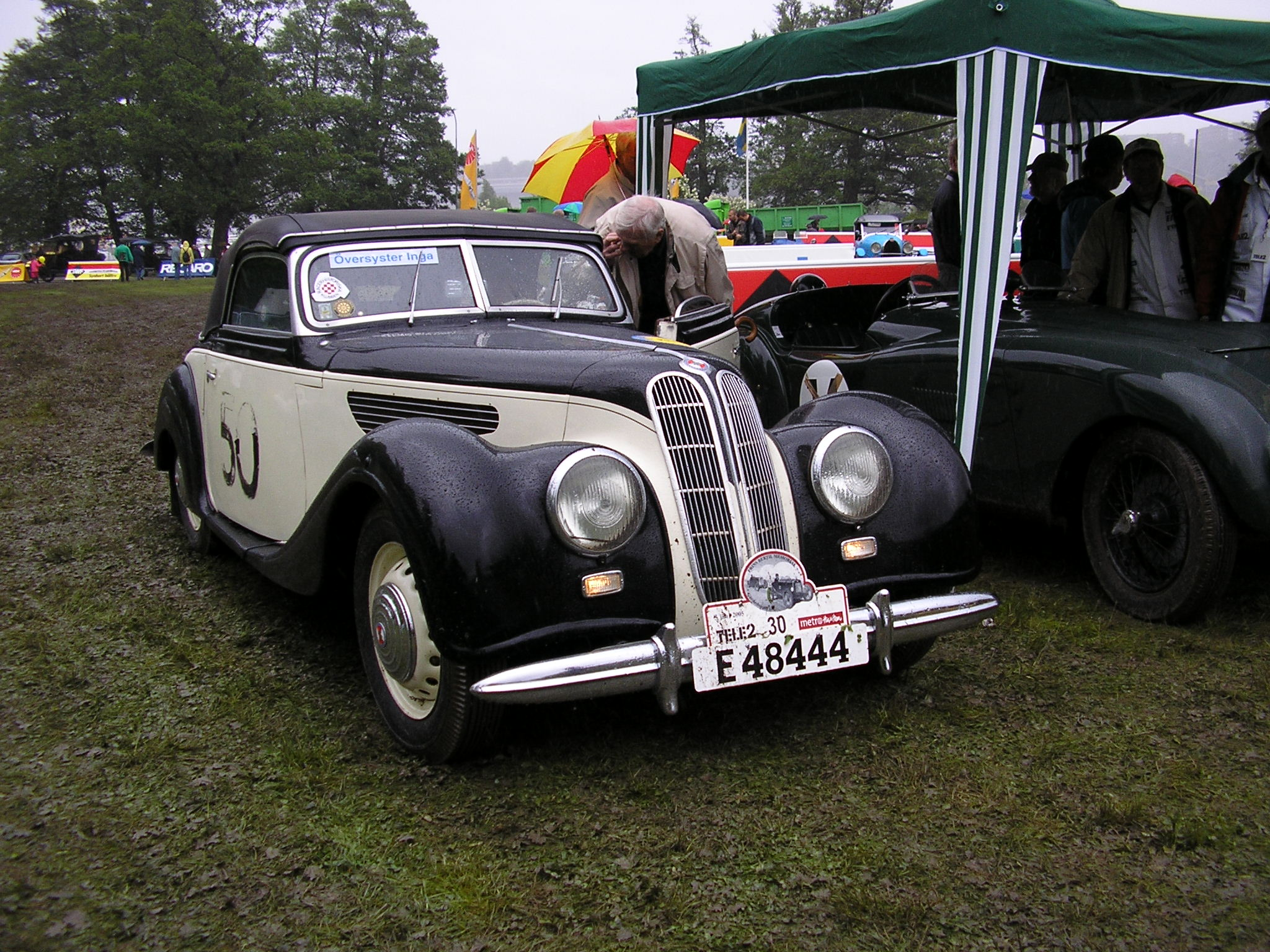
EMW・327（1941年型BMW・327-2と同一種）
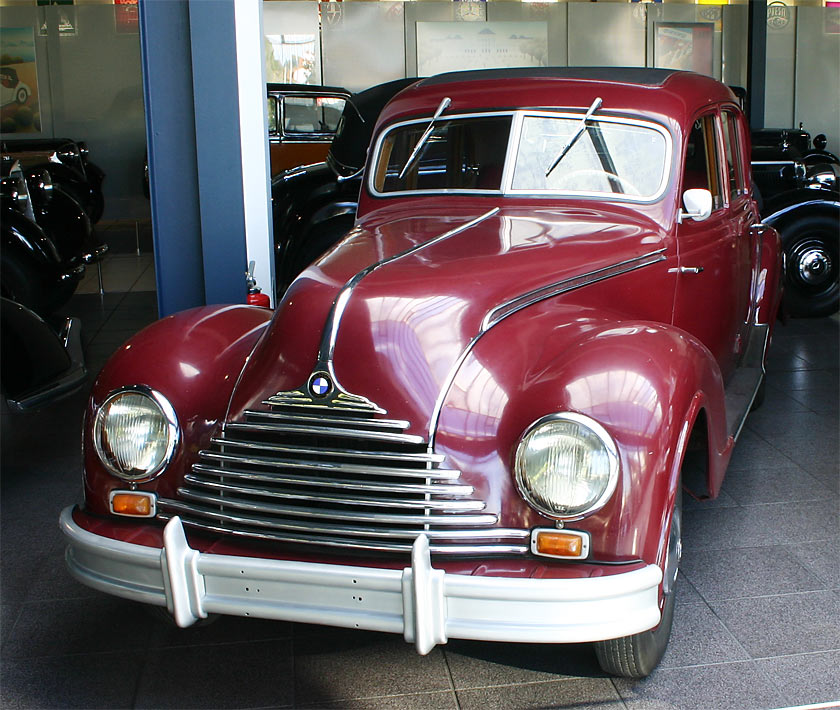
EMW・340
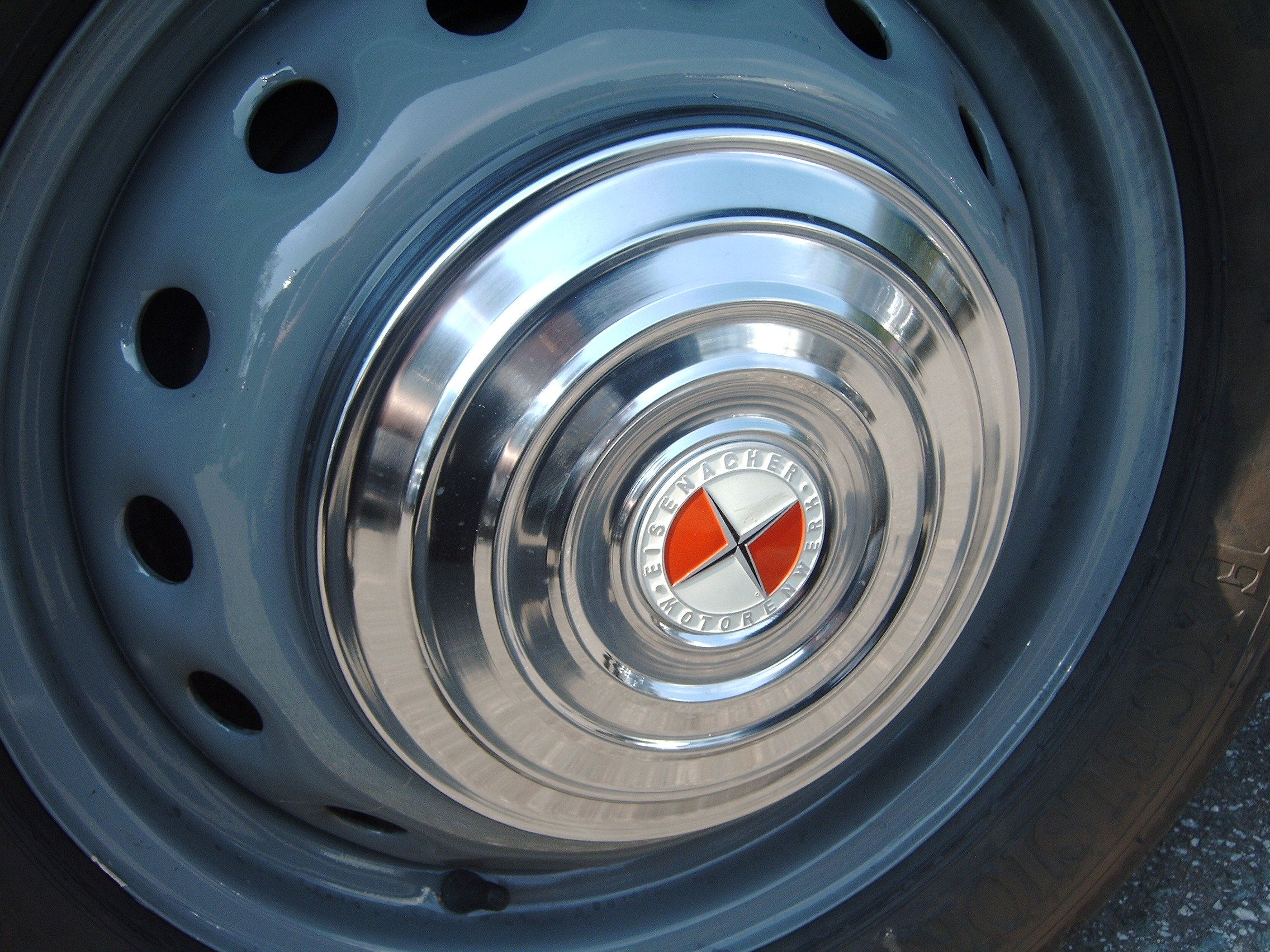
EMW・340のホイールにあるEMW社のエンブレム
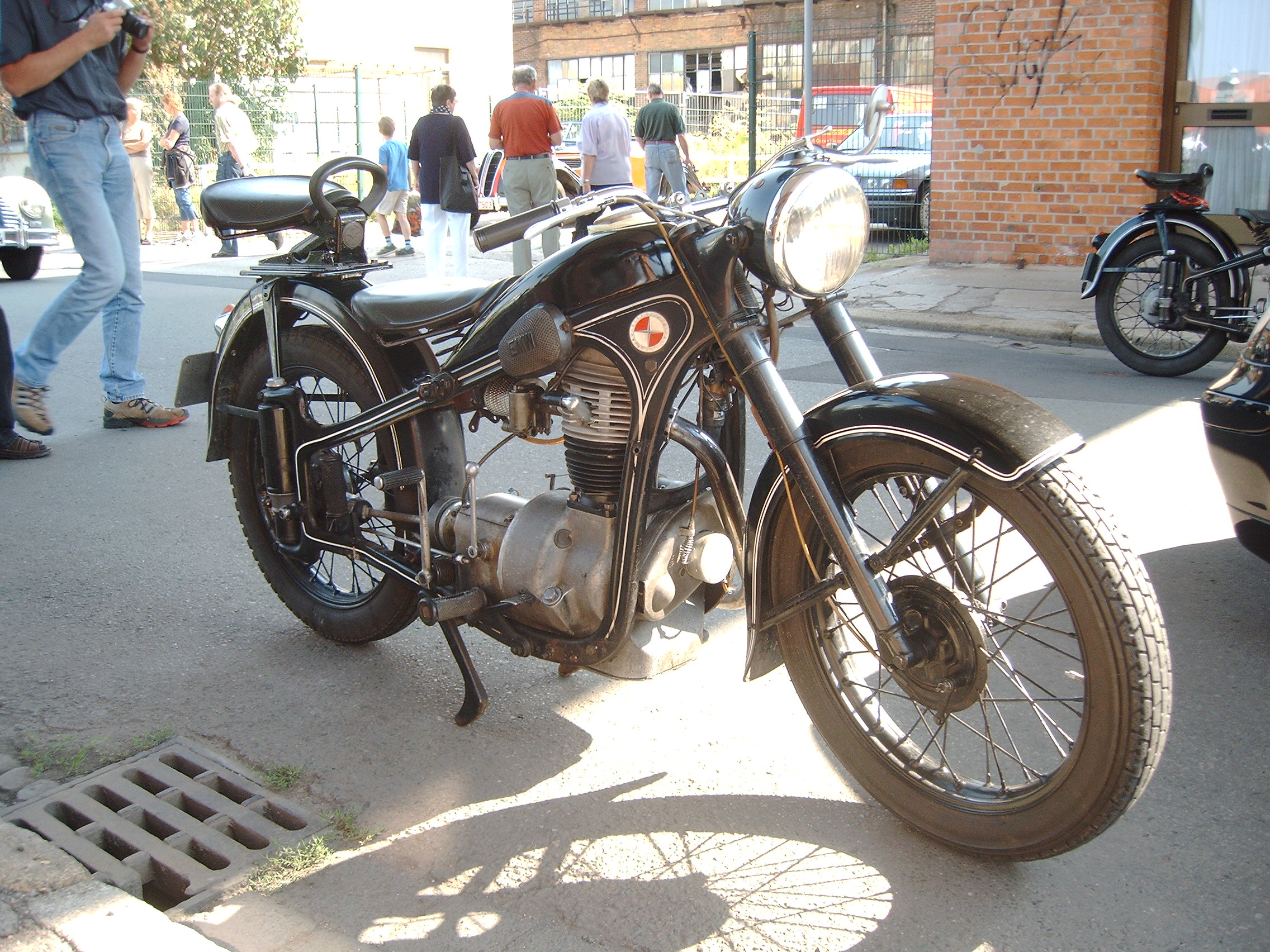
EMW R35（オートバイ）
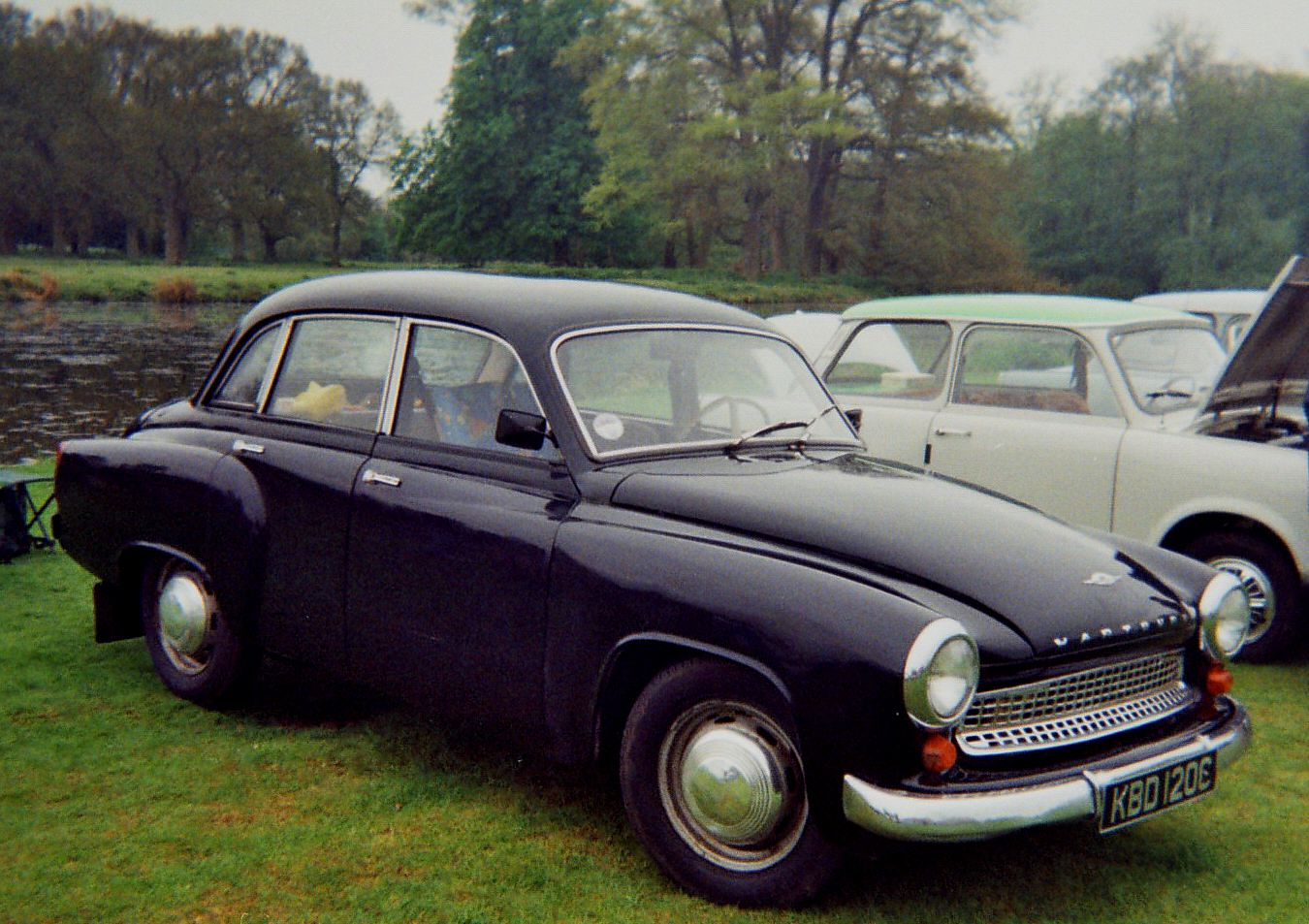
ヴァルトブルク311
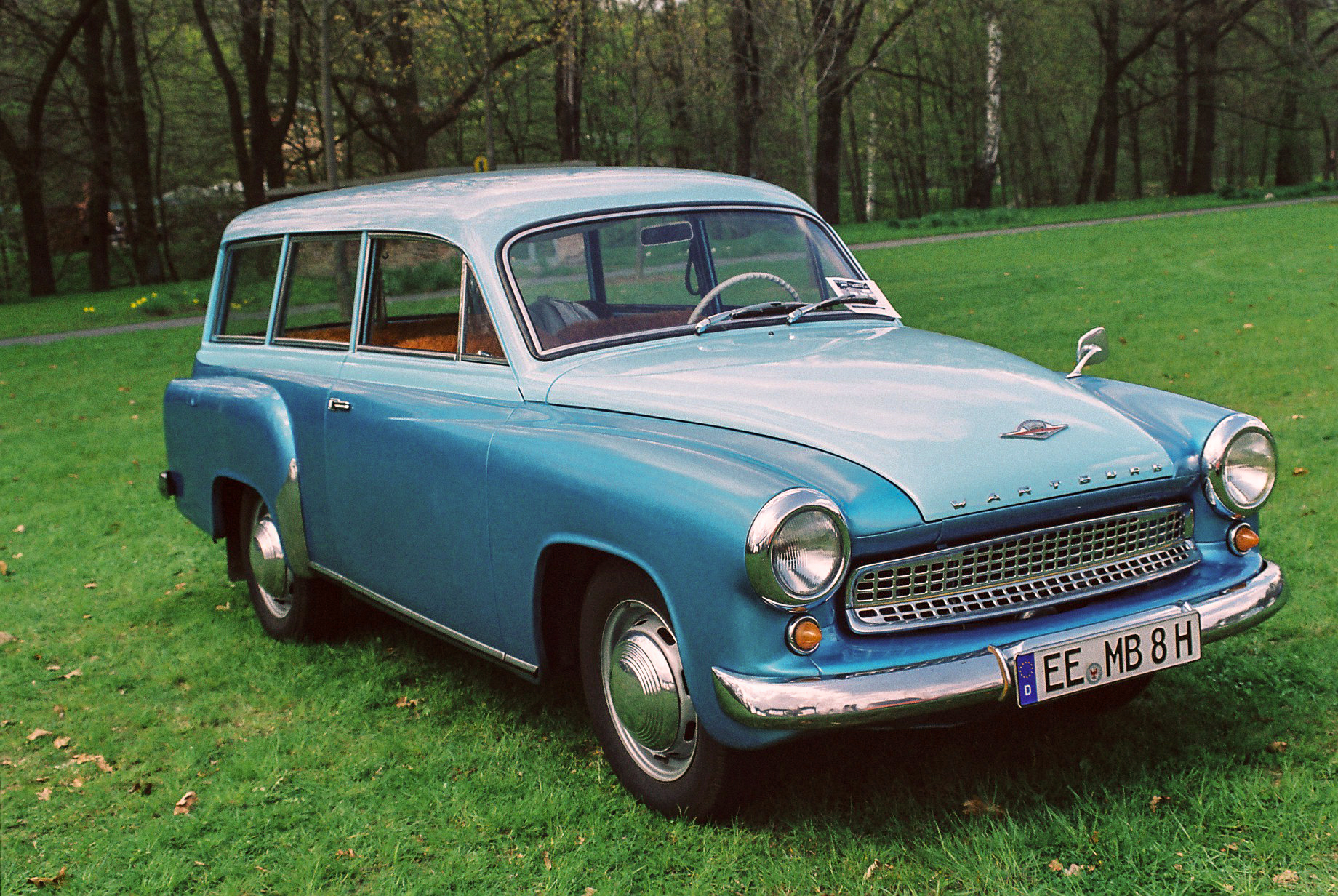
ヴァルトブルク311（ステーションワゴン）
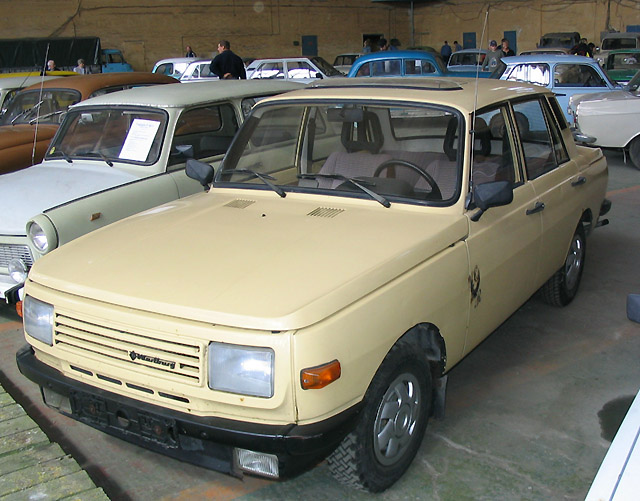
ヴァルトブルク323
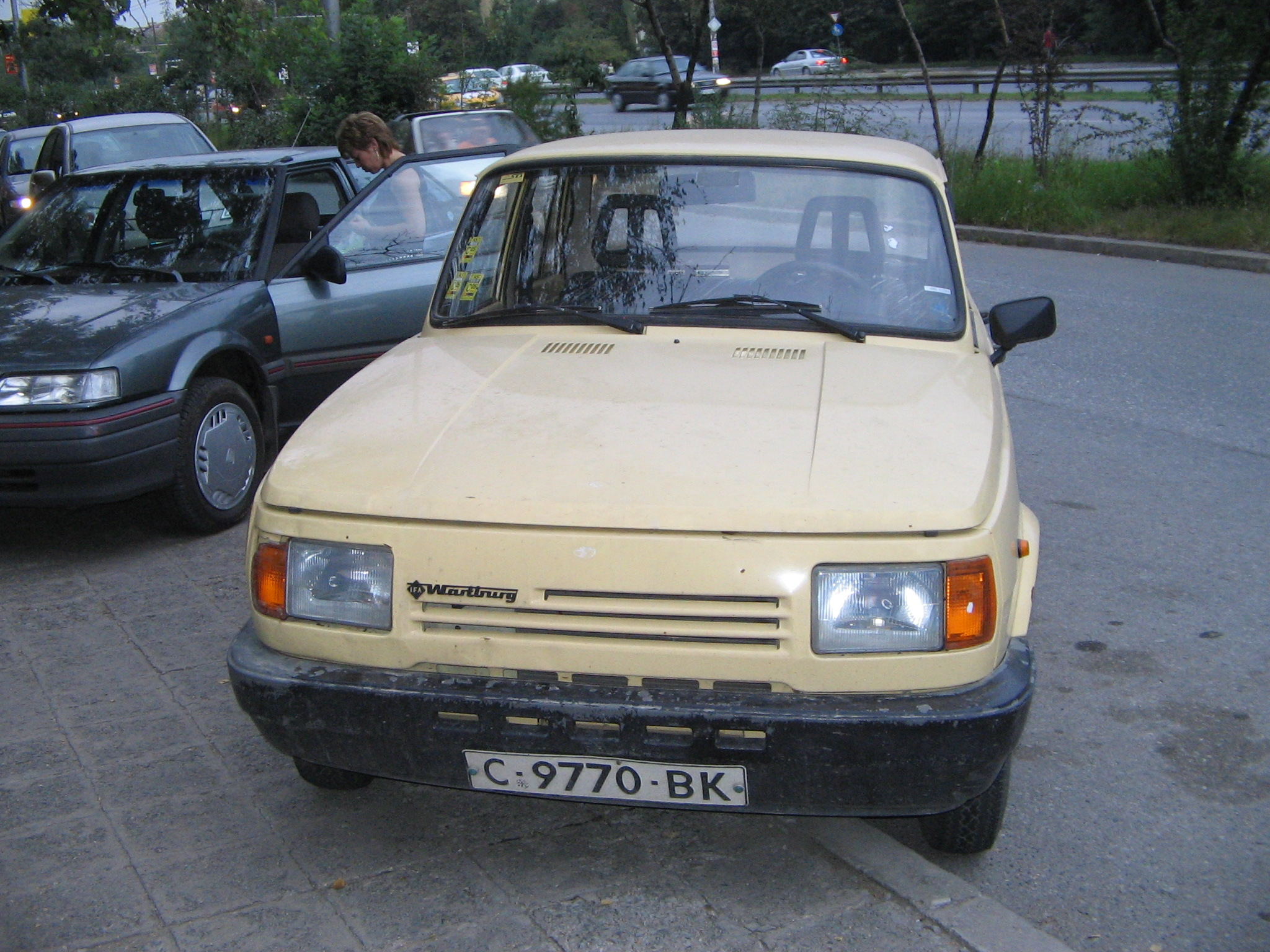
ヴァルトブルク1.3